# Edward Joseph Weisenburger

Wappen von Edward Joseph Weisenburger als Erzbischof von Detroit

Wappen von Edward Joseph Weisenburger als Bischof von Tucson

Wappen von Edward Joseph Weisenburger als Bischof von Salina

Edward Joseph Weisenburger (* 23. Dezember 1960 in Alton) ist ein US-amerikanischer Geistlicher und römisch-katholischer Erzbischof von Detroit.

## Leben
Die Priesterweihe empfing er am 19. Dezember 1987 durch den Erzbischof von Oklahoma City, Charles Salatka.
Papst Benedikt XVI. ernannte ihn am 6. Februar 2012 zum Bischof von Salina. Die Bischofsweihe spendete ihm der Erzbischof von Kansas City in Kansas, Joseph Fred Naumann, am 1. Mai desselben Jahres; Mitkonsekratoren waren Paul Stagg Coakley, Erzbischof von Oklahoma City, und Eusebius Joseph Beltran, Alterzbischof von Oklahoma City.
Am 3. Oktober 2017 ernannte ihn Papst Franziskus zum Bischof von Tucson. Die Amtseinführung erfolgte am 29. November desselben Jahres.
Am 11. Februar 2025 ernannte ihn Papst Franziskus zum Erzbischof von Detroit. Die Amtseinführung fand am 18. März desselben Jahres statt.
Weisenburger gehört in der Bischofskonferenz der Vereinigten Staaten (USCCB) dem Ausschuss für Migration und dem Unterausschuss für die Katholische Kommunikation an. Er ist bischöflicher Moderator der National Association of Church Personnel Administrators (NACPA), Mitglied des Verwaltungsrats des Mundelein Seminary in Chicago und ehemaliger Vorstandsvorsitzender von Catholic Rural Life.
Edward Weisenburger ist Großoffizier des Ritterorden vom Heiligen Grab zu Jerusalem sowie der Kolumbusritter.